# 38-ма паралель північної широти
38-ма паралель північної широти — лінія широти, що лежить на 38 градусів північніше земної екваторіальної площини. Вона проходить через Європу, Середземне море, Азію, Тихий океан, Північну Америку та Атлантичний океан. До початку Корейської війни через паралель проходив кордон між Північною та Південною Кореєю.
На цій широті під час літнього сонцестояння сонце видно 14 годин 48 хвилин, а під час зимового сонцестояння — 9 годин 33 хвилини. 21 червня максимальна висота Сонця становить 77,5°, 21 грудня — 28,5°, а під час днів рівнодення — 52°.

## Список географічних об'єктів, що перетинає 38° пн. ш.
Починаючи з Гринвіцького меридіану та рухаючись на схід, 38-ма паралель північної широти проходить через:
| Координати                                                   | Країна, територія або море | Примітки |
| ------------------------------------------------------------ | -------------------------- | --- |
| 38°0′ пн. ш. 0°0′ сх. д. / 38.000° пн. ш. 0.000° сх. д.      | Середземне море            | Проходить північніше острова Мареттімо[en], Італія |
| 38°0′ пн. ш. 12°19′ сх. д. / 38.000° пн. ш. 12.317° сх. д.   | Італія                     | Проходить через острови Леванцо[en] та Сицилія |
| 38°0′ пн. ш. 15°25′ сх. д. / 38.000° пн. ш. 15.417° сх. д.   | Середземне море            | Мессінська протока |
| 38°0′ пн. ш. 15°38′ сх. д. / 38.000° пн. ш. 15.633° сх. д.   | Італія                     | Проходить чрез Реджо-Калабрію |
| 38°0′ пн. ш. 16°8′ сх. д. / 38.000° пн. ш. 16.133° сх. д.    | Середземне море            | Іонічне море — проходить між островами Кефалонія та Закінф, Греція |
| 38°0′ пн. ш. 21°16′ сх. д. / 38.000° пн. ш. 21.267° сх. д.   | Греція                     | Проходить через Афіни |
| 38°0′ пн. ш. 24°2′ сх. д. / 38.000° пн. ш. 24.033° сх. д.    | Егейське море              | |
| 38°0′ пн. ш. 24°14′ сх. д. / 38.000° пн. ш. 24.233° сх. д.   | Греція                     | Проходить через острови Петалія[en] та Евбея |
| 38°0′ пн. ш. 24°34′ сх. д. / 38.000° пн. ш. 24.567° сх. д.   | Егейське море              | Проходить північніше острова Андрос, Греція |
| 38°0′ пн. ш. 27°7′ сх. д. / 38.000° пн. ш. 27.117° сх. д.    | Туреччина                  | Проходить через Конью, Нігде та Ізмір |
| 38°0′ пн. ш. 44°17′ сх. д. / 38.000° пн. ш. 44.283° сх. д.   | Іран                       | Проходить південніше Тебриза |
| 38°0′ пн. ш. 48°55′ сх. д. / 38.000° пн. ш. 48.917° сх. д.   | Каспійське море            | |
| 38°0′ пн. ш. 53°49′ сх. д. / 38.000° пн. ш. 53.817° сх. д.   | Туркменістан               | |
| 38°0′ пн. ш. 55°17′ сх. д. / 38.000° пн. ш. 55.283° сх. д.   | Іран                       | |
| 38°0′ пн. ш. 57°22′ сх. д. / 38.000° пн. ш. 57.367° сх. д.   | Туркменістан               | Проходить північніше Ашгабата |
| 38°0′ пн. ш. 66°38′ сх. д. / 38.000° пн. ш. 66.633° сх. д.   | Узбекистан                 | |
| 38°0′ пн. ш. 68°17′ сх. д. / 38.000° пн. ш. 68.283° сх. д.   | Таджикистан                | |
| 38°0′ пн. ш. 70°19′ сх. д. / 38.000° пн. ш. 70.317° сх. д.   | Афганістан                 | |
| 38°0′ пн. ш. 71°16′ сх. д. / 38.000° пн. ш. 71.267° сх. д.   | Таджикистан                | |
| 38°0′ пн. ш. 74°54′ сх. д. / 38.000° пн. ш. 74.900° сх. д.   | КНР                        | Сіньцзян Цинхай Внутрішня Монголія Ганьсу Нінся Внутрішня Монголія Шеньсі — приблизно на 5 км Внутрішня Монголія — приблизно на 14 км Шеньсі Шаньсі — проходить північніше Тайюаня Хебей — проходить південніше Шицзячжуана Шаньдун |
| 38°0′ пн. ш. 118°58′ сх. д. / 38.000° пн. ш. 118.967° сх. д. | Жовте море                 | Проходить північніше острова Пенньондо[en], Південна Корея |
| 38°0′ пн. ш. 125°7′ сх. д. / 38.000° пн. ш. 125.117° сх. д.  | Північна Корея             | Проходить через півострів Онджин[en] — провінція Хванхе-Намдо |
| 38°0′ пн. ш. 125°35′ сх. д. / 38.000° пн. ш. 125.583° сх. д. | Жовте море                 | Затока Онджин |
| 38°0′ пн. ш. 125°46′ сх. д. / 38.000° пн. ш. 125.767° сх. д. | Північна Корея             | Провінція Хванхе-Намдо — проходить південніше Хеджу Провінція Хванхе-Пукто — проходить південніше Кесон |
| 38°0′ пн. ш. 126°49′ сх. д. / 38.000° пн. ш. 126.817° сх. д. | Південна Корея             | Провінція Кьонгі — проходить через Пхаджу та Пхочхон Провінція Канвон — проходить через Чхунчхон[en] |
| 38°0′ пн. ш. 128°44′ сх. д. / 38.000° пн. ш. 128.733° сх. д. | Японське море              | |
| 38°0′ пн. ш. 138°14′ сх. д. / 38.000° пн. ш. 138.233° сх. д. | Японія                     | Проходить через острів Садо Префектура Ніїґата |
| 38°0′ пн. ш. 138°33′ сх. д. / 38.000° пн. ш. 138.550° сх. д. | Японське море              | |
| 38°0′ пн. ш. 139°14′ сх. д. / 38.000° пн. ш. 139.233° сх. д. | Японія                     | Проходить через острів Хонсю Префектура Ніїґата — проходить північніше Ніїґати Префектура Ямаґата Префектура Міяґі |
| 38°0′ пн. ш. 140°55′ сх. д. / 38.000° пн. ш. 140.917° сх. д. | Тихий океан                | |
| 38°0′ пн. ш. 123°1′ зх. д. / 38.000° пн. ш. 123.017° зх. д.  | США                        | Каліфорнія — проходить через Пінол та Стоктон Невада — проходить південніше Тонопи Юта — проходить через національні парки Капітол-Риф[en] та Національний парк Каньйонлендс[en] Колорадо — проходить через Юрей та південніше Пуебло Канзас — проходить південніше Ньютона Міссурі — проходить через Камдентон та південніше Роллу Іллінойс — проходить південніше Маунт-Вернона Індіана — проходить через Евансвілла Кентуккі — проходить через Лексінгтон Західна Вірджинія — проходить північніше Беклі Вірджинія — проходить південніше Шарлотсвілля |
| 38°0′ пн. ш. 76°28′ зх. д. / 38.000° пн. ш. 76.467° зх. д.   | Чесапікська затока         | |
| 38°0′ пн. ш. 75°53′ зх. д. / 38.000° пн. ш. 75.883° зх. д.   | США                        | Меріленд — проходить північніше Сміт-Айленда та Крисфілда Вірджинія — проходить північніше Шинкотіга |
| 38°0′ пн. ш. 75°16′ зх. д. / 38.000° пн. ш. 75.267° зх. д.   | Атлантичний океан          | Проходить між островами Піку та Сан-Мігел, Азорські острови, Португалія |
| 38°0′ пн. ш. 8°51′ зх. д. / 38.000° пн. ш. 8.850° зх. д.     | Португалія                 | Сетубал Бежа — проходить південніше Бежі |
| 38°0′ пн. ш. 7°12′ зх. д. / 38.000° пн. ш. 7.200° зх. д.     | Іспанія                    | Андалусія Естремадура Мурсія — проходить південніше Мурсії Валенсія |
| 38°0′ пн. ш. 0°39′ зх. д. / 38.000° пн. ш. 0.650° зх. д.     | Середземне море            | |

## Історія

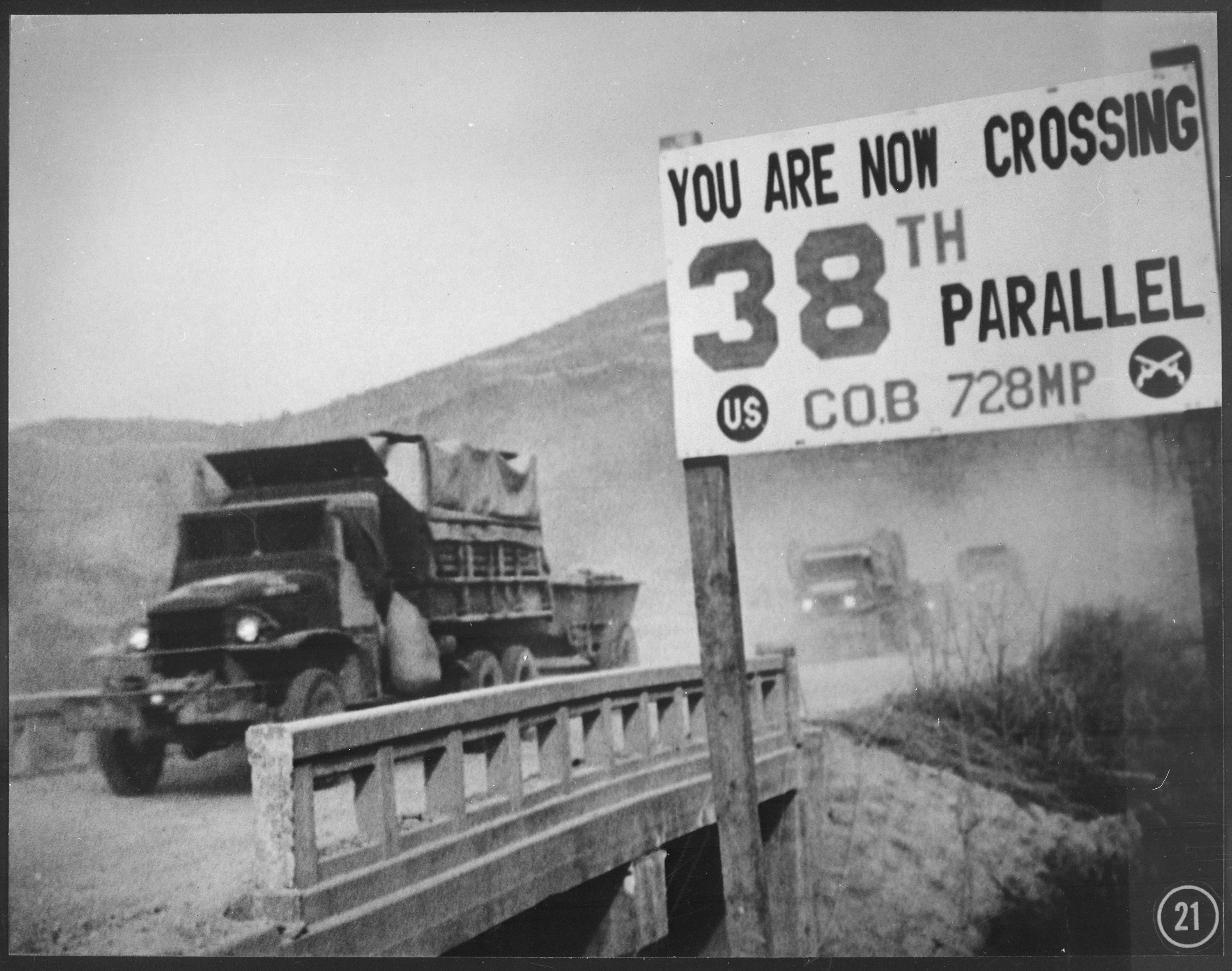
Війська ООН перетинають 38-му паралель у Кореї під час Корейської війни

Корейський півострів спочатку був розділений вздовж 38-ої паралелі пн. ш., а пізніше вздовж демаркаційної лінії

Японія володіла Корейським півостровом між 1910 і 1945 роками. Коли Японія капітулювала в серпні 1945 року, по 38-мій паралелі пн. ш. був встановлений кордон між радянською та американською окупаційними зонами. Ця паралель розділяла Корейський півострів приблизно посередині. У 1948 році ця паралель стала кордоном між Корейською Народно-Демократичною Республікою (Північною Кореєю) і Республікою Корея (Південною Корею), обидві з яких стверджують, що є урядом усієї Кореї. 25 червня 1950 року після серії рейдів через кордон та обстрілів як з північного, так і з південного боків північнокорейська армія перетнула 38-му паралель і вторглася в Південну Корею. Результатом цієї події стало ухвалення резолюції Ради Безпеки ООН 82, у якій закликали Північну Корею повернути свої війська за 38-му паралель. Це поклало початок Корейській війні, у якій війська ООН (переважно війська США) допомагали південнокорейським військам захищати Південну Корею.
Після підписання угоди про перемир'я 27 липня 1953 року була встановлена нова лінія, яка розділяла Північну та Південну Корею. Цю військово-демаркаційну лінію оточує демілітаризована зона. Лінія розмежування перетинає 38-му паралель з південного заходу на північний схід. Військово-демаркаційну лінію часто плутають із 38-ою паралеллю, але, як видно на карті, це не одне й те саме.

## Культура

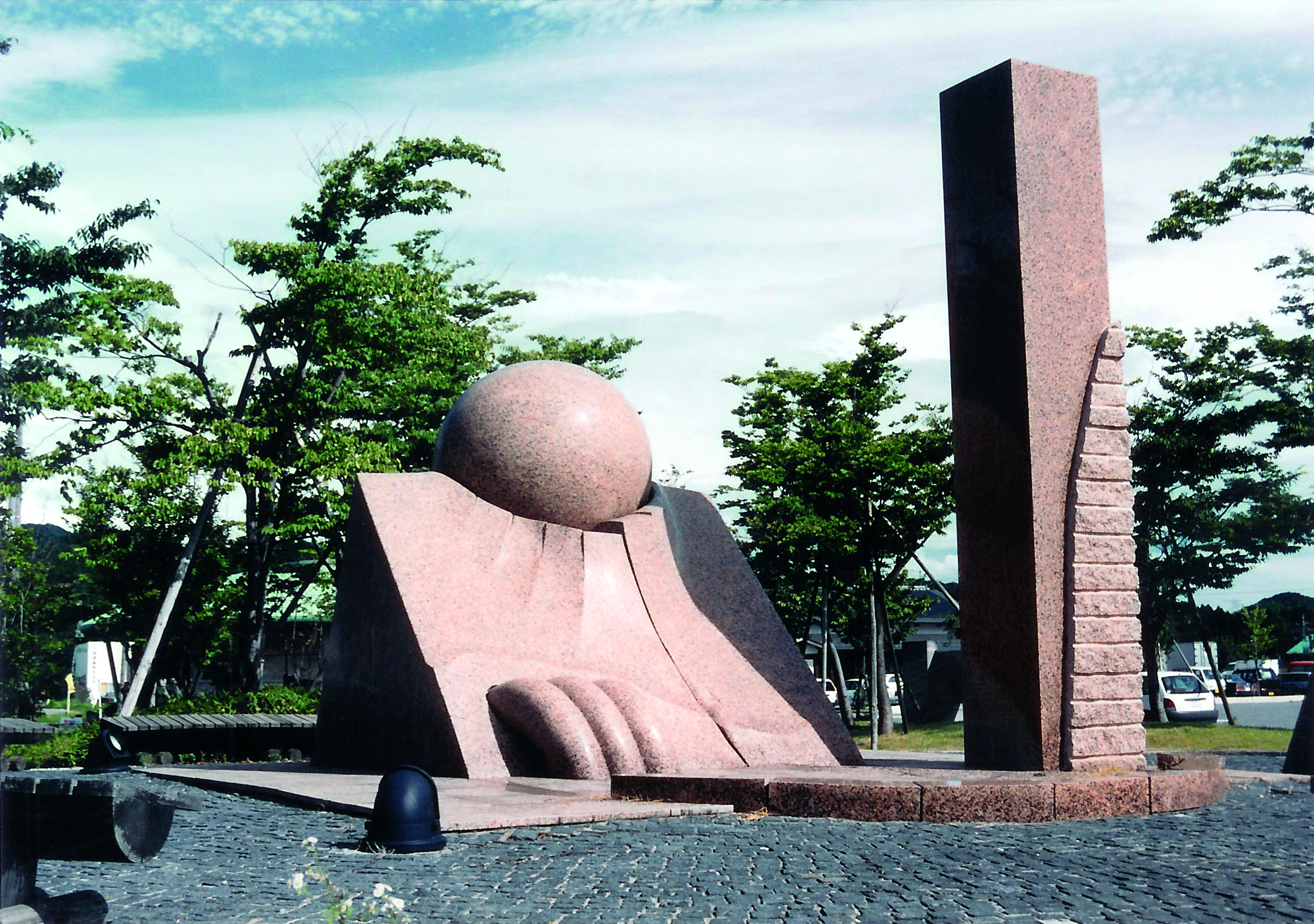
Скульптура «38-ма паралель» у префектурі Ніїґата, Японія

У 1992 році в місті Кадзіґава, Японія художником Тецуо Харада була створена скульптура «38-ма паралель». Скульптура виготовлена з рожевого граніту і складається з двох частин. Потужна колона є символом сили та праведності, два блоки піраміди стикаються точно на 38-шій паралелі й об'єднані сферою — символом Землі, що має діаметр 2 метри. Земля є символом миру та єдності. Скульптура нагадує про те, що колись по 38-мій паралелі проходила межа між двома Кореями.
Тецуо Харада, місто Кадзігава та Міністерство обладнання, які замовили цю скульптуру, хочуть передати світу послання миру. Вони запрошують інші міста світу, розташовані на 38-й паралелі, висловити надію на мир через культуру, мистецтво чи спорт.